# Cristina Acidini
Cristina Acidini (Firenze, 15 maggio 1951) è una storica dell'arte italiana, soprintendente dal 2006 al 2014 della Soprintendenza Speciale per il Patrimonio Storico, Artistico ed Etnoantropologico e per il Polo Museale della città di Firenze. È Presidente dell'Accademia delle arti del disegno.

## Biografia
Laureata in storia dell'arte all'Università di Firenze nel 1977, ha ricevuto una borsa di studio dalla Fondazione di Studi di Storia dell'Arte Roberto Longhi ed è stata Visiting Professor all'Università SUNY Plattsburgh di New York.
Dal 1982 è entrata nell'organico del Ministero per i beni e le attività culturali e dal 1991 al 1999 è stata Soprintendente Vicaria alla Soprintendenza per i Beni Artistici e Storici di Firenze. Dal 2000 ha ricoperto l'incarico di Soprintendente dell'Opificio delle Pietre Dure. Quando Antonio Paolucci è stato chiamato a dirigere i Musei Vaticani è stata scelta per prendere il suo posto come Soprintendente del Polo Museale di Firenze, una soprintendenza speciale riorganizzata nel 2014. Nel dicembre 2010 ha assunto, ad interim, la carica di Soprintendente dell'Opificio delle Pietre Dure, che ha mantenuto fino al 20 febbraio 2012, quando l'incarico è stato affidato a Marco Ciatti, già direttore del laboratorio di restauro dello stesso istituto.
Si è resa responsabile di restauri di grande importanza e ha curato numerose mostre in Italia e all'estero. Ha scritto moltissimi saggi sulla storia dell'arte e ha pubblicato due romanzi. Questi rapporti molto stretti con le maggiori case editrici del settore arte, sono stati espressi anche in frequenti partecipazioni a convegni.
È stata coinvolta, come proponente dell'acquisizione da parte dello Stato, nella vicenda del cosiddetto Crocifisso Gallino, a seguito della quale è stata inquisita dalla Corte dei Conti per incauto acquisto, successivamente assolta nel settembre 2013 e poi nuovamente sottoposta a processo, per appello della Procura contabile del Lazio (19 dicembre 2013).
Il 22 settembre 2014 si è dimessa dalla carica di soprintendente di Firenze, in seguito alla riforma della sua soprintendenza voluto dal ministro Dario Franceschini; pochi giorni dopo veniva anche indagata (e poi assolta) per abuso d'ufficio, per l'appalto di servizi ad alcune ditte

## Riconoscimenti
- Presidente in carica dell'Accademia delle arti del disegno di Firenze
- Eisenhower Fellow a Philadelphia
- Membro del SACI (Studio Art Centers International Florence) Board of Trustees
- Dama dell'Ordine Equestre del Santo Sepolcro Gerosolimitano
- Cavaliere dell'Ordine delle Arti e delle Lettere della Repubblica Francese
- È stata insignita del premio "Beata Beatrix" a Pescara, dell'Accademia delle Muse a Firenze, del Premio "L'Italia che ci onora", del “Premio AIDDA (Ass. Imprenditrici e Donne Dirigenti d'Azienda), dell'Award del National Museum Women in the Arts di Washington D.C., del Salomone d'Oro, in occasione degli 80 anni dell'Università degli Studi di Firenze e del Premio Il Bel San Giovanni. Il 25 marzo 2016 le è stato conferito il Premio delle Arti dei Fiorentini nel Mondo, edizione 2015, per la categoria Arti Letterarie.
- Il 23 giugno 2022 ha ricevuto il Fiorino d'oro, onorificenza assegnata dal Comune di Firenze.[8]

## Scritti
- Benozzo Gozzoli: la Cappella dei Magi, Milano, Electa, 1993;
- Il Battistero e il Duomo di Firenze, Milano, Electa, 1994;
- La cattedrale di Santa Maria del Fiore a Firenze, II, Firenze, Giunti, 1995;
- La cupola di Santa Maria del Fiore: il cantiere di restauro, Roma, Istituto Poligrafico, 1995;
- La villa e il giardino della Petraia a Firenze, Firenze, Edifir, 1995;
- Giardini Medicei. Giardini di palazzo e di villa nella Firenze del Quattrocento, Milano, Motta, 1996;
- La tradizione fiorentina dei Cenacoli, Firenze, Scala, 1997;
- Taddeo e Federico Zuccari: fratelli pittori del Cinquecento, 2 voll., Milano-Roma, Jandi Sapi, 1998 e 1999;
- Il Museo d'arte americano dietro le quinte di un mito, Milano, Electa, 1999; Pintoricchio, Firenze, Scala, 1999.